# Handle System
Le « Handle System », ou Système Handle, est une spécification technique pour attribuer, gérer et résoudre des identifiants persistants attribués à des objets numériques et à d'autres ressources Internet. 
Les protocoles spécifiés permettent à un système informatique distribué de stocker des identifiants (appelés « handle », litt. anse ou poignée) de ressources numériques et de les résoudre pour fournir l’information nécessaires à la localisation, à l'accès et à l’usage. Cette information peut être modifiée au besoin pour refléter l'état et / ou l'emplacement de la ressource identifiée sans changer le handle.

## Description
Le « Handle System » a été développé par Bob Kahn, co-inventeur du protocole TCP/IP d'Internet, avec le soutien initial de la Defense Advanced Research Projects Agency (DARPA). La Corporation for National Research Initiatives (CNRI) gère et continue à développer le système. Le Handle System est actuellement utilisé dans plusieurs applications.
Le système est conçu pour être fonctionnel quel que soit le nombre d'entités sans dégradation des performances. Il permet une administration distribuée, et la résolution des données courantes en multiples parties (dont chacune peut être gérée séparément). Il possède également d'autres fonctionnalités optionnelles telles qu’une Infrastructure à clés publiques pour permettre la mise en place d’applications de confiance.
La résolution correspond au processus dans lequel une requête est posée à un réseau et reçoit en retour une réponse spécifique composée d’un ou de plusieurs éléments contenant l’information courante en relation avec l’entité identifiée : une localisation (URL) par exemple. Le Domain Name System (DNS) résout les noms de domaines humainement compréhensibles en adresses IP (localisation des serveurs de fichiers). Le Système Handle est compatible avec le DNS, mais ne l'exige pas, à la différence des systèmes d'identifiants persistants tels que PURL ou Archival Resource Key (ARK). D'autres différences significatives comprennent la gestion administrative distribuée, possible avec le Système Handle (plusieurs administrateurs gèrent différents handles, plusieurs administrateurs peuvent gérer un seul handle) et la possibilité de gérer des données de différents types.
Le DNS a bien reconnu les problèmes de sécurité et de mise à jour, ce qui laisse penser que la technologie existante pourrait ne pas faire face à de nouvelles exigences. En séparant explicitement les noms de domaine de toutes les données associées, y compris la localisation, le Système Handle répond à une exigence clé de l'architecture Internet du futur : « Il est possible de séparer la localisation et l'identification, toutes deux représentées par l'adresse IP dans l'Internet actuel, ... l'architecture résultante facilite la mobilité ainsi que la résolution d'autres problèmes du réseau actuel ».
Norman Paskin est le premier directeur de la Fondation Internationale DOI (Digital Object Identifier).